# Willard Swihart
Willard Earl Swihart (Massillon, 25 agosto 1914 – Chardon, 9 agosto 1999) è stato un cestista statunitense, professionista nella NBL.

## Carriera
Giocò per una stagione nella NBL, disputando 15 partite con 2,6 punti di media.